# Aeroporto di Rabat-Salé
L'aeroporto di Rabat-Salé è uno dei principali aeroporti presenti in Marocco e definito come internazionale dalle autorità dell'aviazione civile marocchine. Si trova a 7 km a nord-est della capitale Rabat e a circa 90 km a nord-est di Casablanca. Ha funzioni sia militari sia civili.
Si trova lungo la strada nazionale 6 vicino all'ingresso di Salé.